# Jehanabad (Distrikt)
Der Distrikt Jehanabad (Hindi जहानाबाद जिला, Urdu جہان آباد ضلع) ist ein Distrikt im indischen Bundesstaat Bihar. Verwaltungssitz ist die Stadt Jehanabad.

## Geschichte
Die Barabar-Höhlen befinden sich im Bezirk Jehanabad. Sie sind die ältesten noch erhaltenen Felsenhöhlen in Indien und stammen größtenteils aus der Maurya-Zeit (322–185 v. Chr.).
Jehanabad wurde 1986 zu einem Distrikt, als er von Gaya abgespalten wurde.

## Bevölkerung
Die Einwohnerzahl lag 2011 bei 1.125.313. Die Bevölkerungswachstumsrate im Zeitraum von 2001 bis 2011 betrug 21,68 % und lag damit sehr hoch. Jehanabad hatte ein Geschlechterverhältnis von 931 Frauen pro 1000 Männer und damit den in Indien häufigen Männerüberschuss. Der Distrikt wies 2011 eine Alphabetisierungsrate von 66,80 % auf, eine Steigerung um knapp 11 Prozentpunkte gegenüber dem Jahr 2001. Die Alphabetisierung lag damit unter dem nationalen Durchschnitt. Knapp 93 % der Bevölkerung waren Hindus und ca. 7 % Muslime.
Knapp 12 % der Bevölkerung lebten in Städten. Die größte Stadt war Jehanabad mit 103.202 Einwohnern.

## Wirtschaft
Der Distrikt Jehanabad ist agrarisch strukturiert, und es gibt keine größeren Industrien. Hauptprodukte der Landwirtschaft sind Reis, Weizen und Mais.